# D'ansite-(Mn)
La d'ansite-(Mn) è un minerale; il suo nome deriva dalla d'ansite-(Mg), di cui è l'analogo del manganese. Il nome del minerale è in onore del chimico tedesco Jean D'Ans (1881-1969).